# Graue Literatur
Als graue Literatur, gelegentlich auch graue Materialien, bezeichnet man in der Bibliothekswissenschaft unveröffentlichte Texte und Publikationen, die nicht vom kommerziellen Verlagswesen kontrolliert werden und nicht im Buchhandel erhältlich sind. Sie werden meist von Institutionen oder Organisationen veröffentlicht. Dabei handelt es sich vor allem um Regierungsstellen, Behörden, nationale und internationale Organisationen, Forschungseinrichtungen, Hochschulen, Schulen, Museen, Bibliotheken, Firmen, Verbände, Vereine, Parteien und Gewerkschaften. Beispiele für solche graue Literatur sind: Forschungsberichte, Privatdrucke, Firmenschriften, Kongressberichte und bestimmte akademische Schriften. Privatdrucke werden teilweise auch im Auftrag und auf Kosten von Privatpersonen ohne kommerzielle Absicht hergestellt. Die Auflage ist oft sehr klein. 
Viele Abschlussarbeiten bleiben unveröffentlicht, eine Publikationspflicht besteht nur in manchen Ländern für Dissertationen und Habilitationsschriften.
Deutsche Titel werden in Deutschland in der Deutschen Nationalbibliografie, Reihe B, veröffentlicht. Internetpublikationen werden dabei nicht vollständig von der Deutschen Nationalbibliografie erfasst.
Texte, die der grauen Literatur zuzuordnen sind, werden heute in hohem Maß in Form von elektronischen Veröffentlichungen publiziert.
Auch Schriften, die wissenschaftlichen Ansprüchen nicht genügen (und womöglich auch gar keinen wissenschaftlichen Anspruch erheben wollten), können für die Forschung relevant sein, wenn sie etwa Informationen enthalten, die sonst nirgendwo publiziert sind oder nur dem Autor zugänglich waren. Dies kann z. B. bei familiengeschichtlichen Abhandlungen der Fall sein, wenn der Verfasser auf Material in Privatbesitz zurückgreifen konnte.

## Beispiele
- Programmhefte
- Tagungs- und Kongressberichte
- Vorlesungsverzeichnisse
- Vorlesungsskripte
- Präsentationen
- technische Berichte
- Lehrmaterialien
- Institutsschriften
- Preprints
- E-Zine und Untergrundmagazine
- Kataloge, Berichte und Pläne
- Fanzines
- Flugblätter
- Firmenschriften
- Festschriften
- Gelegenheitsschriften
- Schülerzeitungen
- Websites, sofern sie z. B. keine zuvor auch in Buchform veröffentlichten Texte enthalten
- nicht im Buchhandel erhältliche Habilitationsschriften, Dissertationen, Seminararbeiten, Diplomarbeiten und andere Texte aus dem universitären Umfeld, die direkt oder über andere Vertriebskanäle an ihre Zielgruppe gelangen
- Newsletter
- Samisdat, nicht systemkonforme  Literatur in der UdSSR und später auch in anderen realsozialistischen Staaten, die handschriftlich, „abgetippt“ oder fotokopiert bzw. vervielfältigt und  auf nichtoffiziellen Kanälen weitergegeben wurde.